# Oura Okei
Oura Okei, född 1828, död 1884, var en japansk affärsidkare. 
Hon var född i Nagasaki. Hon grundade och drev ett te-exportföretag, som fick stor framgång tack vare hennes goda kontakter med utlänningar. Hon tjänade en förmögenhet, som hon använde till att bland annat finansiera patrioter som Sakamoto Ryoma. Hon var en välkänd person i det samtida Japan och så känd att general Grant bjöd henne ombord på sitt skepp vid sitt besök i Japan 1879. 